# Meurtre de Blair Adams
 (juillet 2023).
La mise en forme du texte ne suit pas les recommandations de Wikipédia : il faut le « wikifier ».
Les points d'amélioration suivants sont les cas les plus fréquents. Le détail des points à revoir est peut-être précisé sur la page de discussion.
- Les titres sont pré-formatés par le logiciel. Ils ne sont ni en capitales, ni en gras.
- Le texte ne doit pas être écrit en capitales (les noms de famille non plus), ni en gras, ni en italique, ni en « petit »…
- Le gras n'est utilisé que pour surligner le titre de l'article dans l'introduction, une seule fois.
- L'italique est rarement utilisé : mots en langue étrangère, titres d'œuvres, noms de bateaux, etc.
- Les citations ne sont pas en italique mais en corps de texte normal. Elles sont entourées par des guillemets français : « et ».
- Les listes à puces sont à éviter, des paragraphes rédigés étant largement préférés. Les tableaux sont à réserver à la présentation de données structurées (résultats, etc.).
- Les appels de note de bas de page (petits chiffres en exposant, introduits par l'outil «  Source ») sont à placer entre la fin de phrase et le point final[comme ça].
- Les liens internes (vers d'autres articles de Wikipédia) sont à choisir avec parcimonie. Créez des liens vers des articles approfondissant le sujet. Les termes génériques sans rapport avec le sujet sont à éviter, ainsi que les répétitions de liens vers un même terme.
- Les liens externes sont à placer uniquement dans une section « Liens externes », à la fin de l'article. Ces liens sont à choisir avec parcimonie suivant les règles définies. Si un lien sert de source à l'article, son insertion dans le texte est à faire par les notes de bas de page.
- La présentation des références doit suivre les conventions bibliographiques. Il est recommandé d'utiliser les modèles {{Ouvrage}}, {{Chapitre}}, {{Article}}, {{Lien web}} et/ou {{Bibliographie}}. Le mode d'édition visuel peut mettre en forme automatiquement les références.
- Insérer une infobox (cadre d'informations à droite) n'est pas obligatoire pour parachever la mise en page.

Pour une aide détaillée, merci de consulter Aide:Wikification.
Si vous pensez que ces points ont été résolus, vous pouvez retirer ce bandeau et améliorer la mise en forme d'un autre article.
 (juillet 2023).
Robert Dennis Blair Adams (28 décembre 1964 – 11 juillet 1996) est un Canadien qui fut retrouvé assassiné dans le parking d'un hôtel en construction près de l'Interstate 40, aux environs de Knoxville, au Tennessee (États-Unis). Son meurtre reste à ce jour non élucidé.

## Chronologie

### Avant le meurtre
Le 5 juillet 1996, Blair Adams, résidant à Surrey, en Colombie-Britannique (Canada), a retiré la majeure partie de l'argent présent sur son compte en banque et a vidé son coffre-fort qui contenait espèces, bijoux, or et platine,. Il a par la suite tenté d'entrer aux États-Unis par l'intermédiaire du ferry en partance de Victoria, en Colombie-Britannique, et à destination de Seattle, dans l'État de Washington (États-Unis). Les officiers de l'immigration ont signalé Blair Adams comme étant possiblement un passeur de drogue, à cause de la quantité d'argent qu'il avait sur lui. Une fois poursuivi pour trafic de drogue et agression, il s'est vu refuser l'entrée sur le territoire américain.
Au petit matin du 9 juillet, des agents de contrôle frontalier du Canada ont surpris Blair Adams tentant de traverser à pied le passage frontalier de l'autoroute du Pacifique. Les agents ont noté que Blair Adams présentait des égratignures aux jambes et aux mains. Ce dernier correspondait à la description d'un homme impliqué dans un vol de voiture. Le véhicule en question avait été découvert abandonné près du passage frontalier de l'autoroute du Pacifique. Blair Adams a toutefois nié toute implication et a été libéré faute de preuves.

#### Entrée aux États-Unis
Adams est parvenu à entrer sur le territoire américain en voiture le 10 juillet en Nissan Altima, voiture qu'il avait loué à l'aéroport international de Vancouver. Lors de son arrivée à Seattle, il s'est rendu à l'aéroport international de Seattle-Tacoma afin d'acheter un billet aller-retour à destination de Francfort, en Allemagne. Une des hypothèses qui explique cette action réside dans le fait que Blair Adams avait déjà travaillé à Francfort sur un projet pour l'entreprise de construction de son beau-père. Une autre piste résidait dans le fait qu'il était également sorti avec une Allemande dans cette ville, bien qu'elle ait déclaré plus tard aux forces de l'ordre qu'il ne l'avait pas contactée pour lui rendre visite. Toutefois, Adams a par la suite annulé son vol en direction de Francfort et a plutôt échangé son bon d'achat contre un billet aller simple pour Washington DC (États-Unis). Lors de son arrivée, il a loué une Toyota Camry à l'aéroport de Dulles vers 6h45. Plus tard dans la matinée, sur la US Route 250 à Troy, en Virginie, la voiture d'Adams a percuté le véhicule d'un autre automobiliste, causant des dommages mineurs. Le conducteur de la voiture a déclaré aux enquêteurs qu'Adams « avait l'air gentil, mais qu'il était pressé ».
Dans la soirée du 10 juillet, Blair Adams est arrivé dans le comté d'East Knox, Tennessee, entre Knoxville et Strawberry Plains, à environ 800 kilomètres au sud-ouest de Washington DC. Le premier témoin déclare avoir aperçu Adams à Knoxville dans une station-service BP se trouvant dans la rue Strawberry Plains Pike à 17h30,. Gerald Sapp, un employé du service de réparation de l'Interstate, avait été appelé à la station-service, car Blair Adams avait déclaré au vendeur qu'il avait des problèmes avec sa clé de voiture et qu'il n'était pas en mesure d'entrer dans le véhicule. Lorsque le chauffeur est arrivé, ce dernier s'est rendu compte que la clé qu'Adams avait tenté d'utiliser était celle de la Nissan qu'il avait laissé à Seattle, et non la Toyota qu'il conduisait. Sapp raconte : « Je lui ai demandé de vérifier dans ses poches. J'ai dit : ‹ Si tu as conduit ce truc jusqu'ici, tu dois avoir une autre clé dans tes poches. › Et il ne regardait pas. Alors je me suis dis qu'il était taré. Il était coincé là et supposait qu'il avait la clé dont il avait besoin pour cette voiture. » Sapp s'est arrangé pour faire remorquer la voiture jusqu'à un atelier de réparation local et a déposé Adams dans un Fairfield Inn à Knoxville, qui se trouvait dans la rue Cracker Barrel Lane.
À son arrivée au Fairfield Inn, Adams a été aperçu sur la vidéosurveillance du hall de l'hôtel. Il a passé une quarantaine de minutes à flâner dans l'hôtel avant de réserver une chambre à hauteur de 100 dollars américains. Lorsque l'employé de l'hôtel a tenté de lui rendre sa monnaie, Adams a quitté le hall et est sorti de l'hôtel. Il a été déterminé plus tard qu'il n'était jamais entré dans la chambre qu'il avait réservé.

### Découverte du corps

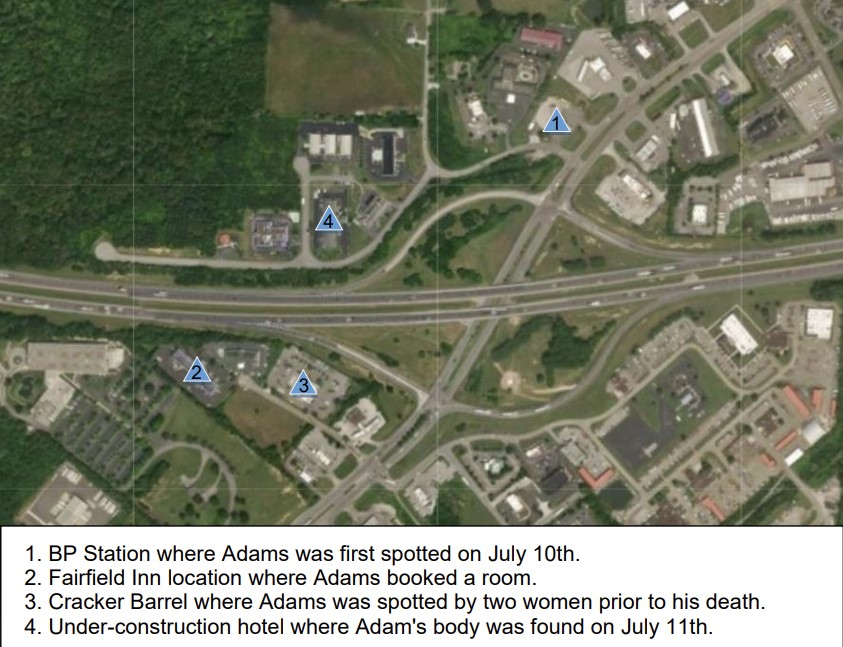
Imagerie aérienne des routes entrecroisées de Strawberry Plains Pike, accompagnées de vignettes désignant les endroits où Adams a été aperçu, puis retrouvé.

Le corps de Blair Adams fut découvert par des ouvriers du bâtiment vers 7h30, le matin du 11 juillet 1996. Ce dernier se trouvait dans le parking de l'hôtel Country Inn & Suites, à l'époque en construction, au 7471 Crosswood Boulevard. Cet hôtel se trouvait de l'autre côté de la rue Strawberry Plains Pike - Interstate 40, en face du Fairfield Inn où Adams avait réservé une chambre, « à moitié nu » avec le pantalon et la chemise ouverte. Son pantalon, ses chaussures et ses chaussettes ont été trouvées près de son corps, ainsi que des devises allemandes, canadiennes et américaines pour un total de près de 4 000 $. En plus de l'argent trouvé près du corps, la police a également trouvé un sac de sport noir qui contenait des cartes et des reçus accumulés pendant son voyage, ainsi qu'un sac banane qui contenait environ 150 g de lingots d'or, mais également des pièces d'or et de platine, des bijoux, des clés et une paire de lunettes de soleil.
Selon un rapport d'autopsie réalisé par l'University of Tennessee Medical Center, Adams présentait de nombreuses coupures et écorchures. Le département du shérif du comté de Knox a présumé qu'Adams avait tenté de se défendre, et que ce fait était l'origine de certaines de ses blessures. Adams a également reçu un coup violent qui lui a percé l'estomac. La cause officielle de sa mort a été jugée comme étant un sepsis causé par une perforation gastro-intestinale. Il présentait également une blessure à la tête, dont la police suppose qu'elle a été causée par un pied de biche ou un club de golf. D'autres blessures laissent penser qu'Adams aurait été victime d'agression sexuelle.

## Enquête
Les forces de l'ordre ont dans un premier temps présumé que la mort d'Adams était « liée au sexe », car ce dernier était presque entièrement nu lorsqu'il fut découvert. La seule preuve physique d'ADN trouvée sur les lieux était une mèche de cheveux longs dans la main d'Adams. Selon des interrogatoires menés plus tard auprès de sa mère, Adams agissait bizarrement déjà plusieurs semaines avant son départ du Canada, bien qu'elle ait déclaré que Blair avait refusé de lui dire ce qui le préoccupait. Selon ses amis et sa famille, Adams était sobre depuis deux ans au moment de sa mort et avait récemment cessé d'assister aux réunions des alcooliques anonymes. Il aurait également confié à des amis que quelqu'un essayait de le tuer et aurait déclaré à sa mère que "quelqu'un répandait des rumeurs" à son sujet.
Dans une interview donnée en 2010 par les forces de l'ordre, il a été révélé que le département de police de Knoxville n'avait "jamais reçu de renseignement crédible" sur la mort d'Adams, bien que le portrait robot d'un homme ait été présenté au public. Le portrait robot était celui d'un inconnu que deux femmes ont affirmé avoir vu discuter avec Blair Adams à l'extérieur d'un restaurant Cracker Barrel, près du Fairfield Inn dans lequel il séjournait.

## Couverture médiatique
Cette affaire a fait l'objet de plusieurs épisodes d'émissions télévisées et de podcasts de true crime, dont un épisode de 1997 de l'émission Unsolved Mysteries, ou encore plusieurs épisodes des podcasts My Favorite Murder et Crime Junkie,.